# Sulphide Stress Corrosion Cracking
La tensocorrosione da solfuri (conosciuta anche con la sigla SSCC, dall'inglese Sulfide Stress Corrosion Cracking) è una forma di infragilimento da idrogeno di natura catodica. Non deve essere confusa con il fenomeno della tensocorrosione, che identifica invece un meccanismo anodico.

## Meccanismo
Leghe sensibili (in particolare acciai) reagiscono con il solfuro di idrogeno, formando solfuri metallici e idrogeno atomico (H) come sottoprodotti della reazione di corrosione. L'idrogeno atomico si combina per formare idrogeno molecolare (H2) sulla superficie metallica o diffonde nel bulk del metallo. Successivamente tali atomi di idrogeno si ricombinano per formare molecole di idrogeno, creando dei minuscoli "vuoti" nel bulk del metallo, generando una pressione all'interno della cavità. Tale pressione può aumentare a livelli tali da ridurre la duttilità e la resistenza a trazione del materiale, fino a provocare l'apertura di cricche nel metallo; si parla in tal caso di "fessurazione indotta da idrogeno" (o HIC).
Poiché lo zolfo è un veleno della ricombinazione di idrogeno, la quantità di idrogeno atomico che si ricombina per formare H2 sulla superficie è notevolmente ridotta, aumentando così la quantità di idrogeno atomico che diffonde nella matrice metallica, rendendo questa tipologia di attacco corrosivo particolarmente insidioso.

## Fenomeni simili
È bene precisare che l'attacco da idrogeno ad alta temperatura è un fenomeno distinto dalla tensocorrosione da solfuri, e che non è provocato dall'evoluzione di idrogeno atomico: infatti, ad alta temperatura e alta pressione parziale di idrogeno, questo può diffondere nella matrice cristallina di leghe di acciaio al carbonio. In leghe sensibili, l'idrogeno si combina con il carbonio nella lega e forma metano. Le molecole di metano producono un accumulo di pressione nella cavità reticolari del metallo, che porta ad infragilimento e persino criccatura del metallo.
Inoltre, si parla di attacco da zolfo per indicare i fenomeni corrosivi a carico di leghe metalliche esposte a zolfo a temperatura elevata (sopra 200 °C).

## Risvolti pratici
La tensiocorrosione da solfuri riveste una particolare importanza nel settore del gas naturale e del petrolio, poiché in tali settore i materiali vengono a contatto con notevoli quantità di idrogeno solforato. L'idoneità delle apparecchiature al servizio in presenza di H2S può essere stabilita valutandone la conformità alle Norme NACE MR0175/ISO 15156 per le installazioni per l'estrazione di petrolio e gas naturale, o alla NACE MR0103 per gli stabilimenti di raffinazione e trasformazione di petrolio e gas naturale.